# Der Staatsanwalt hat das Wort: Zur Kasse, bitte!
Zur Kasse, bitte! ist ein deutscher Kriminalfilm aus dem Jahr 1983. Er erschien als 89. Folge der Fernsehreihe Der Staatsanwalt hat das Wort. In den Hauptrollen sind Heidrun Welskop und Jürgen Reuter zu sehen.

## Handlung
Gabriela Schöne lebt in Ost-Berlin, ist jung und sehr sprunghaft. Sie träumt von einem Leben im luxuriösen Stil. Da sie Schwierigkeiten und ihren Konsequenzen immer aus dem Weg geht, wechselt sie oftmals nach nur wenigen Monaten ihre Arbeitsstelle. Dies geschieht oft zum Argwohn ihrer Eltern und ihres Partners Ronald, mit dem sie seit kurzer Zeit auch zusammen wohnt. Herbert Hoffmann, ein guter Freund von Ronald, bietet der nun arbeitslosen Gabriela prompt eine neue Arbeitsstelle an.
Herbert Hoffmann arbeitet seit einigen Jahren als gastronomischer Chef auf einem Ausflugsdampfer der Weissen Flotte in Berlin. Da er immer wieder saisonale Aushilfskräfte braucht, um das Pensum an Tagestouristen zu bewältigen, engagiert er nun Gabriela. Anfangs macht sie diese Arbeit noch etwas widerwillig, doch mit der Zeit findet Gabriela großen Gefallen daran, Kellnerin auf einem kleinen Schiff zu sein. Mit ihren beiden Kollegen Vera und Peter kommt sie gut aus und auch mit ihrem Chef Herbert verbindet sie bald mehr. Gabriela und Herbert beginnen eine leidenschaftliche Affäre und Herbert fängt an, sie auch für andere Zwecke einzuspannen. Mit der Zeit werden immer mehr Tagesgäste bestohlen, viel zu hohe Rechnungen ausgestellt und das erbeutete Diebesgut wird von Herbert weiterverkauft. Gabriela hat durch ihre Komplizenschaft mit Herbert nun das große Geld, von dem sie eigentlich schon immer geträumt hatte. Doch bald kriegt sie ein schlechtes Gewissen, da dies alles zu ihrem eigentlichen Lohn ein zusätzlicher Nebenerwerb aus rein kriminellen Machenschaften ist. Während Gabriela damit hadert, wird auch ihre Kollegin Vera so langsam zur Gewohnheitsdiebin. Der Kellner Peter, der schon seit längerem ein Alkoholproblem hat und sich von Herbert nur noch rumgeschubst bzw. nicht mehr ordnungsgemäß behandelt fühlt, ahnt, dass es auf dem Dampfer schon seit einiger Dauer nicht mehr mit rechten Dingen zugeht. Da er seinem Chef Herbert jedoch nichts nachweisen kann, behält er seinen Verdacht vorerst für sich. Herbert fälscht zudem die Geschäftsbücher und die Bilanzen aller Schiffsfahrten, dabei natürlich zu seinen eigenen Gunsten. Nach einigen Monaten kommt es dann während einer Fahrt zu einem außerplanmäßigen Besuch von zwei Mitarbeitern der Kontrollkommission. Nach mehreren Gerüchten und einem anonym eingegangenen Hinweis sind die Mitarbeiter nun darauf bedacht, den Dampfer mal wieder auf seine eigentliche Geschäftstätigkeit zu prüfen. Dadurch fliegt alles auf und Herbert, der noch versucht im letzten Moment alles zu vertuschen, muss einsehen, dass er so nicht mehr weitermachen kann. Die gesamte Geschichte landet vor Gericht und letztendlich werden Gabriela, Herbert und Vera wegen Diebstahls, Betrugs und Hehlerei in zahlreichen Fällen jeweils zu langjährigen Haftstrafen und wegen Schädigung der Volkswirtschaft zusätzlich zu sehr hohen Schadensersatzzahlungen verurteilt.

## Hintergründe
Die Dreharbeiten fanden im Frühling/Sommer 1983 in Ost-Berlin und Umgebung sowie auch auf der Spree statt. Seine Erstausstrahlung erlebte der Film am 27. Dezember 1983 zur Hauptsendezeit im 1. Programm des DDR-Fernsehens. Nach der Wende wurde der Film noch mehrmals im Fernsehen wiederholt, darunter auch im MDR.